# Чрна-при-Камнику
Чрна-при-Камнику (словен. Črna pri Kamniku) — поселення в общині Камник, Осреднєсловенський регіон, Словенія. Висота над рівнем моря: 708,3 м.